# Benson (Karolina Północna)
Benson – miasto w Stanach Zjednoczonych, w stanie Karolina Północna, w hrabstwie Johnston.